# Porphyrinia rhodocraspis
Porphyrinia rhodocraspis là một loài bướm đêm trong họ Noctuidae.